# MagSafe

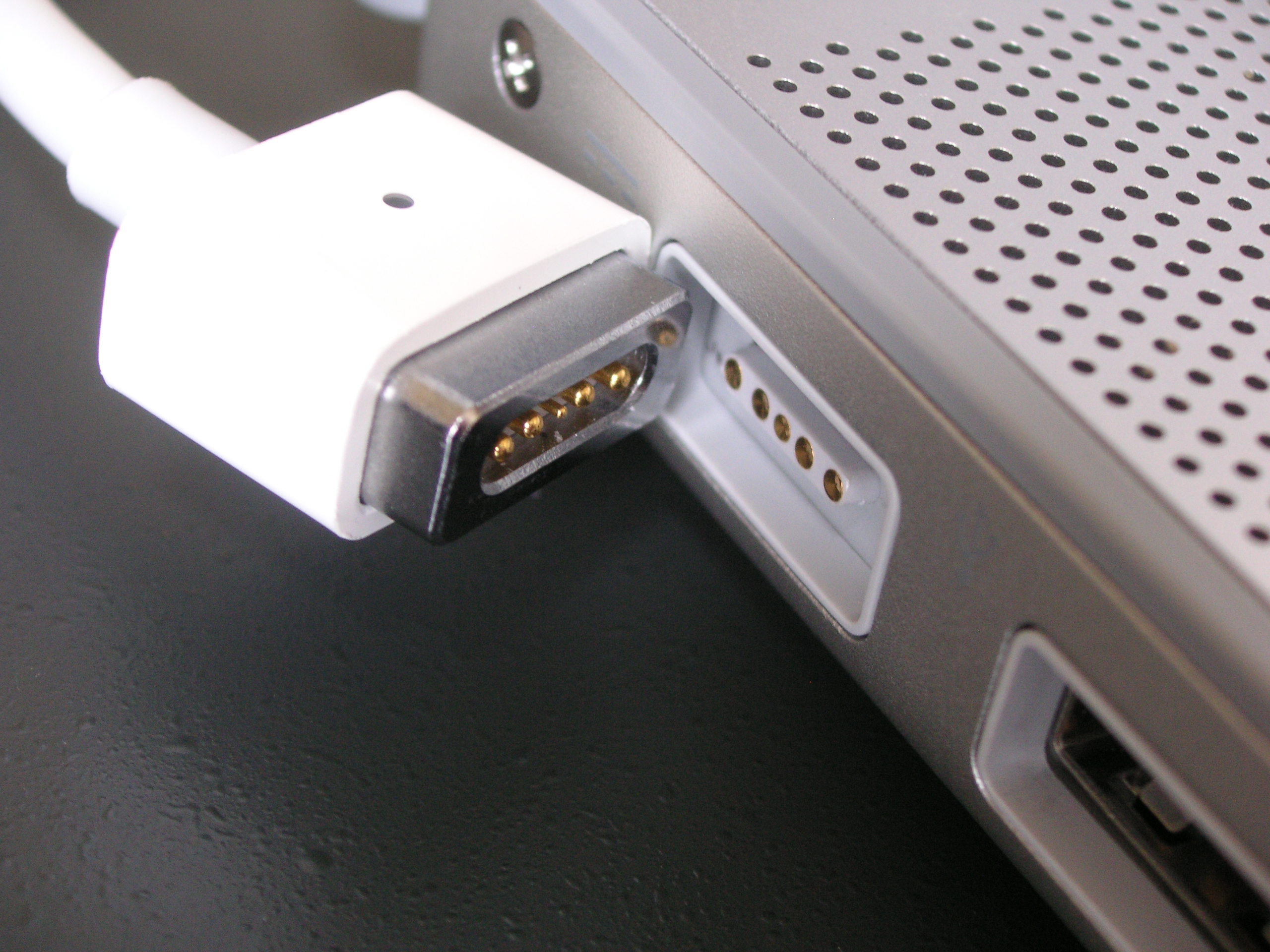
De MagSafe-stekker van de MacBook Pro.

De MagSafe-aansluiting was tot 2016 een type voedingsverbinding bij Apples reeks laptops. Het MagSafeconcept werd geïntroduceerd met de MacBook Pro in januari 2006. De MagSafestekker wordt magnetisch vastgehouden aan de voedingsingang van de laptop. Dit heeft als effect dat als aan het snoer gerukt wordt, de stekker veilig loslaat en niet de gehele computer meesleurt en eventueel beschadigt. Dit zou bijvoorbeeld kunnen gebeuren wanneer iemand over het voedingssnoer struikelt terwijl deze verbonden is. Een neveneffect van de aansluiting is dat de connectors zo minder aan slijtage onderhevig zijn. 
De MagSafe-uitgang, waarbij de stekker met een magneet op de juist plek gehouden wordt, is door Apple gepatenteerd en mag dus niet gebruikt worden door derden. Zo werden bijvoorbeeld op 2 november 2010 de Hypermacbatterijen uit de schappen gehaald. Hypermacbatterijen waren externe batterijen speciaal ontwikkeld voor Mac-notebooks, en maakten gebruik van het MagSafe-systeem. Apple heeft een rechtszaak aangespannen tegen de fabrikant Sanyo, en heeft die zaak ook gewonnen. Intussen heeft Sanyo wel al alternatieven voorzien.
Sinds de 12-inch MacBook in 2015 en de MacBook Pro uit 2016 heeft Apple afstand gedaan van deze aansluiting op haar laptops. 
In 2020 heeft Apple de MagSafe Charger en Charger Duo opladers aangekondigd voor de iPhone 12. De MagSafe Charger en MagSafe Charger Duo zijn draadloze opladers. De opladers zelf lopen nog wel via een kabel naar het stopcontact. Het voordeel ten opzichte van andere draadloze opladers is dat je geen gedoe hebt met het goed positioneren van je iPhone. De iPhone 12 valt dankzij de magneten precies op de goede plek. Het opladen is daarmee vergelijkbaar met de Apple Watch, waarbij de oplader ook magnetisch op zijn plek valt.